# KILLER SMELLS
KILLER SMELLS（キラースメルズ）は、日本の音楽ユニット。リーダーの菱田英嗣（ひしだえいじ）の個人ユニットとしてスタートし、後にジャズミュージシャン・菊地成孔もサポートで加入した形で活動している。ディックヒシル（ハイゼル）、ディック滴、アジア・アロワナ、フルヘンシオ（フルエンチョ）マメンデス、豆のオジキという複数の名義で創作活動に取り組む。

## 来歴
- 菊地成孔が講師を勤める音楽学校の講義の卒業制作として、その受講生だった菱田英嗣がディックヒシル（ハイゼル）ディック滴、ことアジア・アロワナ、ことフルヘンシオ（フルエンチョ）マメンデス、こと豆のオジキ、こと菱田英嗣という名義で「KILLER SMELLS」のアルバム「TARADO」を制作した。それはCDにある音楽のほかジャケットまですべて菱田一人により制作された、完全な手作りの作品として菊地に手渡された。
- 2011年6月26日、TBSラジオの番組「菊地成孔の粋な夜電波」、「テキーラ特集」としたこの日の番組においてアルバム「TARADO」を取り上げ、放送に差し支えのない部分を放送した。この放送は番組リスナーに大きな反響を呼んだ。
- 2011年9月18日、TBSラジオの60周年記念イベントとして東京・赤坂で開催された『感謝deサカス！』において、「菊地成孔の粋な夜電波」の公開収録を兼ねたライブイベントに出演。菱田はヴォーカルとギターを、菊地はサックスを担当した。このライブイベントの集客数はきゃりーぱみゅぱみゅのものを越える人数を集めている。会場には菊地と親交の深い川勝正幸も観客として来場していた。[1][2][3]
- 2012年3月、菊地の個人事務所「ビューロー菊地」の扱いによりその第1作品として「TARADO(1)」と新たに制作されていた「TARADO2」を1枚にまとめ、「TARADO1&2」として発売されることが発表された。
- 2012年3月9日、YouTubeにて菱田自作による「Drive Me Nasty」のPV が公開された。
- 2012年4月5日、「TARADO1&2」がAIRPLANE LABELから発売された。当初の予定では1100枚の限定発売であったが、予約が殺到したために1000枚追加プレスされ、2100枚となった。[4] また、元々の限定数である1100枚には海外ポルノサイトの画像をコラージュした「TARADO」のオリジナル盤のジャケットが特典として付与された。
- 2012年4月12日、DCPRGのニューアルバムリリースパーティとなるライブにオープニングアクトとして出演。このとき同時にCDの即売とサイン会を行っている。[5]
- 2012年8月19日、TBSラジオの「菊地成孔の粋な夜電波」に菱田がゲスト出演した。
- 2012年9月1日、TBS主催により逗子海岸の海の家 PILEQUINHO（ピレキーニョ）にて「キラー・スメルズ復活祭! 渚のハードコア・ラテン」と銘打ったライブを行った。当日はTBSラジオの交通情報キャスター・山崎景子が前説として登場。菊地のDJ、KILLER SMELLSのライブ演奏・Galactica Pussysによるダンス、菱田と菊地によるトークライブという内容だった。

## メンバー
- 菱田英嗣

ヴォーカル、ギター、楽曲制作
- 菊地成孔 （末端構成員、ライブサポート）

サックス、他

## ディスコグラフィー
- TARADO1&2 （2012年4月5日発売開始。ビュロー菊地、AIRPLANE LABEL）

1・Blue Light,Red Light
2・The Razor - 御用牙
3・A Wanderer - 流れ者
4・Sex On The Beach
5・Tarado
6・Abayo - あばよ
7・Shake Ya Booty(Pussy Bad) - ケツ振りな
8・Golden Finger(Tarado 2) - 指に覚えあり
9・Rabo De Gallo - ハボヂガーロ
10・Stray Dawgs - はぐれもの
11・Dicksucker Blues
12・Drive Me Nasty(sochin' mix)
13・Billiken Blues
※1-6までは「TARADO1」、7-13が「TARADO2」。